# Saint-Savin (Viena)
Saint-Savin és un municipi francès situat al departament de la Viena i a la regió de la Nova Aquitània. L'any 2007 tenia 913 habitants.L'Abadia de Saint-Savin-sur-Gartempe està inscrita a la llista del Patrimoni de la Humanitat de la UNESCO des del 1983

## Demografia

### Població
El 2007 la població de fet de Saint-Savin era de 913 persones. Hi havia 456 famílies de les quals 184 eren unipersonals (80 homes vivint sols i 104 dones vivint soles), 144 parelles sense fills, 84 parelles amb fills i 44 famílies monoparentals amb fills.
La població ha evolucionat segons el següent gràfic:
Habitants censats

### Habitatges
El 2007 hi havia 617 habitatges, 462 eren l'habitatge principal de la família, 67 eren segones residències i 88 estaven desocupats. 524 eren cases i 91 eren apartaments. Dels 462 habitatges principals, 293 estaven ocupats pels seus propietaris, 153 estaven llogats i ocupats pels llogaters i 16 estaven cedits a títol gratuït; 5 tenien una cambra, 35 en tenien dues, 101 en tenien tres, 158 en tenien quatre i 163 en tenien cinc o més. 307 habitatges disposaven pel capbaix d'una plaça de pàrquing. A 236 habitatges hi havia un automòbil i a 140 n'hi havia dos o més.

### Piràmide de població
La piràmide de població per edats i sexe el 2009 era:
| Homes | Edats   | Dones |
| ----- | ------- | ----- |
| 0     | 95 o +  | 0     |
| 4     | 90 a 94 | 0     |
| 16    | 85 a 89 | 12    |
| 4     | 80 a 84 | 24    |
| 32    | 75 a 79 | 28    |
| 52    | 70 a 74 | 52    |
| 20    | 65 a 69 | 28    |
| 36    | 60 a 64 | 28    |
| 20    | 55 a 59 | 32    |
| 12    | 50 a 54 | 16    |
| 12    | 45 a 49 | 16    |
| 40    | 40 a 44 | 40    |
| 32    | 35 a 39 | 24    |
| 56    | 30 a 34 | 44    |
| 32    | 25 a 29 | 32    |
| 16    | 20 a 24 | 24    |
| 20    | 15 a 19 | 32    |
| 32    | 10 a 14 | 8     |
| 36    | 5 a 9   | 36    |
| 28    | 0 a 4   | 56    |

## Economia
El 2007 la població en edat de treballar era de 522 persones, 369 eren actives i 153 eren inactives. De les 369 persones actives 312 estaven ocupades (170 homes i 142 dones) i 57 estaven aturades (25 homes i 32 dones). De les 153 persones inactives 69 estaven jubilades, 35 estaven estudiant i 49 estaven classificades com a «altres inactius».

### Ingressos
El 2009 a Saint-Savin hi havia 461 unitats fiscals que integraven 919,5 persones, la mediana anual d'ingressos fiscals per persona era de 15.229 €.

### Activitats econòmiques
Dels 68 establiments que hi havia el 2007, 1 era d'una empresa extractiva, 3 d'empreses alimentàries, 3 d'empreses de fabricació d'altres productes industrials, 9 d'empreses de construcció, 14 d'empreses de comerç i reparació d'automòbils, 2 d'empreses de transport, 8 d'empreses d'hostatgeria i restauració, 7 d'empreses financeres, 1 d'una empresa immobiliària, 6 d'empreses de serveis, 5 d'entitats de l'administració pública i 9 d'empreses classificades com a «altres activitats de serveis».
Dels 23 establiments de servei als particulars que hi havia el 2009, 1 era una oficina d'administració d'Hisenda pública, 1 gendarmeria, 1 oficina de correu, 2 oficines bancàries, 1 funerària, 3 tallers de reparació d'automòbils i de material agrícola, 2 guixaires pintors, 1 fusteria, 1 lampisteria, 1 electricista, 3 perruqueries, 1 veterinari, 3 restaurants, 1 agència immobiliària i 1 saló de bellesa.
Dels 10 establiments comercials que hi havia el 2009, 1 era un supermercat, 1 una botiga de més de 120 m², 3 fleques, 2 llibreries, 1 una botiga d'equipament de la llar, 1 una botiga de material esportiu i 1 una floristeria.
L'any 2000 a Saint-Savin hi havia 15 explotacions agrícoles que ocupaven un total de 1.140 hectàrees.

## Equipaments sanitaris i escolars
El 2009 hi havia 2 farmàcies i 1 ambulància.
El 2009 hi havia 1 escola maternal i 1 escola elemental. Saint-Savin disposava d'un col·legi d'educació secundària amb 148 alumnes.

## Poblacions properes
El següent diagrama mostra les poblacions més properes.